# مايا كوهن لافي
مايا كوهن لافي (بالعبرية: מאיה כהן לוי‏) هي نحّاتة إسرائيلية، ولدت في 1955.